# Nabbskatan
Nabbskatan är en udde i Åland (Finland). Den ligger i den västra delen av landskapet, 28 km nordväst om huvudstaden Mariehamn.
Terrängen inåt land är mycket platt. Havet är nära Nabbskatan åt nordväst. Runt Nabbskatan är det glesbefolkat, med 8 invånare per kvadratkilometer.. Närmaste större samhälle är Hammarland, 12,5 km öster om Nabbskatan. 